# きいやま商店 ザ・ベスト 〜この歌届け〜
『きいやま商店 ザ・ベスト 〜この歌届け〜』（きいやましょうてん ザ・ベスト このうたとどけ）は、日本の男性音楽グループ「きいやま商店」の2枚目のベスト・アルバム。2023年4月26日発売。発売元は、フライングハイ。

## 解説
きいやま商店としては2013年に発売されたベストアルバム『きいやま商店』以来約10年ぶりに発売された、結成15周年を記念として発売された2枚目のベストアルバム。
本作は発売に伴い、事前にベストアルバムに収録して欲しい曲のファン投票を行い、その上位10曲とメンバーによる選曲された曲、更に新たに録音された「ゆーしったい2023」を含めた合計21曲が収録されている。
ジャケットには、カジマヤーを迎えたメンバーの祖母の画像が使用されている。また、今まで発売されたCDは紙ジャケット仕様だが、本作では初めてデジパック仕様となっており、ブックレットにはファン投票の際に寄せられた、ファンからの各楽曲のエピソードも記載されている。
2023年4月26日の発売を前に、4月21日に石垣島のライブハウスにて、生配信を含めたベストアルバム発売記念のライブを行ない、CDも発売日前に先行販売された。

## 収録曲
- ☆印がついている楽曲は本作で初CD化作品。◯は、アルバム初収録作品。★は、初収録作品。
- 全作詞・作曲・編曲：きいやま商店（但し、別記されているものを除く）

1. ドゥマンギテ
2. 僕らの島
3. シュラヨイ☆
4. 空とてんぷらと海のにおい
編曲:SHIKI
5. この歌届け☆
6. 沖縄ロックンロール
編曲:きいやま商店／奥村"GACHARO"典洋
7. 土曜日のそば
編曲:きいやま商店／奥村"GACHARO"典洋
8. 頑張れ!スミオおじぃ
編曲:きいやま商店／奥村"GACHARO"典洋
9. 離れてても家族
10. オーシャンOKINAWA
11. きいやまのアカサタナ
作詞・作曲：きいやま商店／ナオト・インティライミ、編曲:大久保薫／ナオト・インティライミ
12. Everybodyワン・ツー
13. じんがねーらん
編曲:きいやま商店／奥村"GACHARO"典洋
14. 十八番街
15. 行ってくるよ
16. アノコトバ
作詞・作曲：きいやま商店／ナオト・インティライミ、編曲:ミトカツユキ／ナオト・インティライミ
17. ハブとマングース
編曲:きいやま商店／カルメラ
18. カーーニバレ◯
19. おかえり南ぬ島
作詞：きいやま商店、作曲・編曲：BEGIN、歌：ビギやま商店
20. ゆーしったい2023★
編曲：きいやま商店／RYO SUNABE
21. さよならの夏
編曲:きいやま商店／奥村"GACHARO"典洋

## ファン投票上位10曲
- 1位:ドゥマンギテ
- 2位:僕らの島
- 3位:シュラヨイ
- 4位:空とてんぷらと海のにおい
- 5位:沖縄ロックンロール
- 6位:土曜日のそば
- 7位:アノコトバ
- 8位:さよならの夏
- 9位:おかえり南ぬ島
- 10位:行ってくるよ